# Empoasca furcata
Empoasca furcata är en insektsart som beskrevs av Vilbaste 1968. Empoasca furcata ingår i släktet Empoasca och familjen dvärgstritar. Inga underarter finns listade i Catalogue of Life.